# Noor Inayat Khan
Noor-un-Nisa Inayat Khan (ur. 20 grudnia 1913?/2 stycznia 1914 w Moskwie, zm. 13 września 1944 w KL Dachau) – indyjska pisarka, w okresie II wojny światowej agentka Special Operations Executive (SOE), w 1943 roku przerzucona do okupowanej Francji, służyła w Résistance jako radiotelegrafistka. Zdekonspirowana i aresztowana przez Niemców, została zastrzelona w obozie koncentracyjnym Dachau. Pośmiertnie odznaczona Krzyżem Jerzego.

## Życiorys
Jej ojcem był suficki mistyk i nauczyciel, Hazrat Inayat Khan, matką Amerykanka Ora Ray Baker. Ze strony ojca była daleką potomkinią sułtana Tipu, XVIII-wiecznego władcy Majsuru. Urodziła się na Kremlu, gdzie jej ojciec pełnił funkcję nauczyciela. Wkrótce po jej narodzinach wyjechali do Londynu, a gdy miała sześć lat, rodzina przeniosła się do Francji i osiadła w Suresnes pod Paryżem. Odebrała wszechstronne wykształcenie, zarówno europejskie (uczęszczała do konserwatorium, ukończyła psychologię dziecięcą na Sorbonie), jak i tradycyjne hinduskie. Pisała opowiadania dla dzieci, prowadziła także programy dziecięce w paryskim radiu. W 1939 roku opublikowała zbiór opowiastek Twenty Jataka Tales.
Po niemieckiej inwazji na Francję w 1940 roku wraz z rodziną uciekła do Wielkiej Brytanii. 19 listopada 1940 roku wstąpiła do Women's Auxiliary Air Force i przeszła przeszkolenie jako radiooperator. Zwerbowana w 1942 roku przez SOE, odbyła szkolenie w operacjach specjalnych i 16 czerwca 1943 roku została, jako pierwsza kobieta-radiotelegrafistka, przerzucona do Francji. Otrzymała pseudonim „Madeleine”. Wkrótce po jej przybyciu do Paryża grupa ruchu oporu, z którą współpracowała, została częściowo zdekonspirowana, a wielu bojowników aresztowano. Pomimo tego odrzuciła propozycję wyjazdu z Paryża i pozostała na posterunku, jako jedyna czynna radiooperatorka zapewniająca Résistance łączność z Londynem. W październiku 1943 roku została zdradzona i aresztowana przez gestapo.
Przesłuchiwana w głównej siedzibie Sicherheitsdienst w Paryżu, dwukrotnie podejmowała nieudane próby ucieczki. W trakcie przesłuchań była torturowana. Następnie w ramach akcji Nacht und Nebel przewieziono ją do Rzeszy, do więzienia w Pforzheim, gdzie przez prawie dziesięć miesięcy była przetrzymywana w nieludzkich warunkach, ze skutymi rękami i nogami, bita i prawdopodobnie gwałcona. 11 września 1944 roku wraz z trzema innymi agentkami SOE została przetransportowana do obozu koncentracyjnego Dachau, a dwa dni później zastrzelona. Jej ciało zostało skremowane.
Pośmiertnie odznaczona Krzyżem Jerzego, najwyższym brytyjskim odznaczeniem cywilnym nadawanym za akty szczególnej odwagi. Odznaczono ją także Orderem Imperium Brytyjskiego oraz francuskim Croix de Guerre. W listopadzie 2012 roku księżniczka Anna odsłoniła w Londynie jej popiersie, autorstwa Karen Newman.